# Kaiserswerther Straße
Die Kaiserswerther Straße (auch kurz KWS genannt) ist eine 3,8 km lange Nord-Süd-Verkehrsachse in der nordrhein-westfälischen Landeshauptstadt Düsseldorf. Sie beginnt im innerstädtischen Stadtteil Pempelfort, durchzieht als urbane Hauptachse den Stadtteil Golzheim und endet in Stockum, einem Stadtteil mit villengeprägtem Vorortcharakter. In ihrem Verlauf zeigt die Kaiserswerther Straße verschiedene Bebauungsphasen, an denen man exemplarisch die städtische Expansion Düsseldorfs vom frühen 20. Jahrhundert bis in die Gegenwart nachvollziehen kann.
Seit den 1920er Jahren stellt die Kaiserswerther Straße eine der wichtigsten Zugangsstraßen zu den im Norden der Stadt gelegenen Veranstaltungsstätten dar. Seit den 1970er Jahren handelt es sich dabei um das Messegelände, die Merkur Spiel-Arena (1923 bis 2002 das Rheinstadion) und den Flughafen. Die Verkehrsentlastungsstraße ist seit den 1960er Jahren der parallel verlaufende Schnellstraßenzug Kennedydamm/Danziger Straße.
Neben der in ihrem Typus wechselnden anliegenden Bebauung geben die ebenfalls stark variierenden Nutzungen der Straße ihren Charakter. So führt sie durch gründerzeitliche Wohnquartiere, ist aber auch Adresse von über 120 niedergelassenen Unternehmen der Modebranche. Daneben gibt es zahlreiche Interessensvertretungen und Unternehmen sowie kulturelle Einrichtungen. Zu letzteren zählen der Nordpark sowie der Aquazoo.

## Geschichte

### Von den Anfängen bis 1933
Im 11. Jahrhundert wurde die Honnschaft Golzheim erwähnt. An der Stelle, wo sich heute Uerdinger und Kaiserswerther Straße kreuzen, zeigen Karten aus dem frühen 19. Jahrhundert eine kleine dörfliche Siedlung. Richtung Süden führte ein Weg in Richtung Düsseldorf, der bereits den Verlauf der heutigen Straße vorgibt.
Im 19. Jahrhundert wuchs Düsseldorf so schnell, dass eine geordnete Stadtplanung notwendig wurde. Der vom Stadtbaumeister Buch 1884/1885 entworfene und von Josef Stübben begutachtete Stadterweiterungsplan für etwa 600.000 Einwohner sah ein System von Radialstraßen vor, darunter auch eine, die nach Kaiserswerth führen sollte. Die breiten, schnurgeraden Straßen lösten Kritik bei den Bürgern aus, da man zu viel Staub und Verkehrslärm befürchtete. Daraufhin wurde der Plan an einigen Stellen geändert, darunter auch die Straßenführung der zukünftigen Kaiserswerther Straße, die an einigen Stellen schmaler und sanft gebogen geplant wurde. Unter der Straße plante man einen Sammelkanal, der die Abwässer der höher gelegenen Stadtteile in den Rhein befördern sollte.
Am 22. Juni 1895 wurde die nach ihrer Wegführung von Düsseldorf in Richtung Kaiserswerth benannte Straße eingeweiht. Der nördliche Teil ab Klever Straße hieß zunächst Kaiserswerther Chaussee. In der Zeit des Nationalsozialismus wurde der Teil zwischen den Häusern 179–329 und 184–374 nach Manfred von Richthofen als Richthofenstraße benannt. Seit Oktober 1899 verkehrte über die Kaiserswerther Straße eine Kleinbahn zunächst nach Kaiserswerth und später, seit August 1900, nach Duisburg. Der Bereich zwischen Klever und Uerdinger Straße war zu Beginn des 20. Jahrhunderts nur vereinzelt bebaut. Hier befanden sich einzelne Manufakturen sowie einige Wohn- und Geschäftshäuser. Zeugnis dieser Zeit geben einige Gebäude, wie z. B. die Häuser Nr. 152, 200 oder 204. Von den Resten des einstigen Dorfes Golzheim ist heute nichts mehr zu sehen.
In den 1920er Jahren setzte in den großen Städten des Deutschen Reiches eine rege Bautätigkeit ein. Ab 1924 wurde die westliche Seite der Kaiserswerther Straße im Golzheimer Bereich mit großen Wohnhäusern im Stil des Neuen Bauens und des Backsteinexpressionismus bebaut, darunter zwei symmetrisch gestaltete Wohnhochhäuser an der Kreuzung Kaiserswerther Straße/Uerdinger Straße. Für die damalige Zeit handelte es sich um sehr komfortable Wohnungen mit Aufzügen und zentraler Beheizung. Auch die Wohnungsgrößen mit bis zu 300 m², zum Teil mit separaten Dienstboteneingängen, lassen auf ein gehobenes Mietklientel schließen. Der Bau dieses Ensembles, das den Namen Haus Rheinpark trug, zog sich bis 1929 hin. Die ab 1929 einsetzende Weltwirtschaftskrise beendete dann den weiteren Ausbau der Straße zunächst.

### Die Zeit des Nationalsozialismus

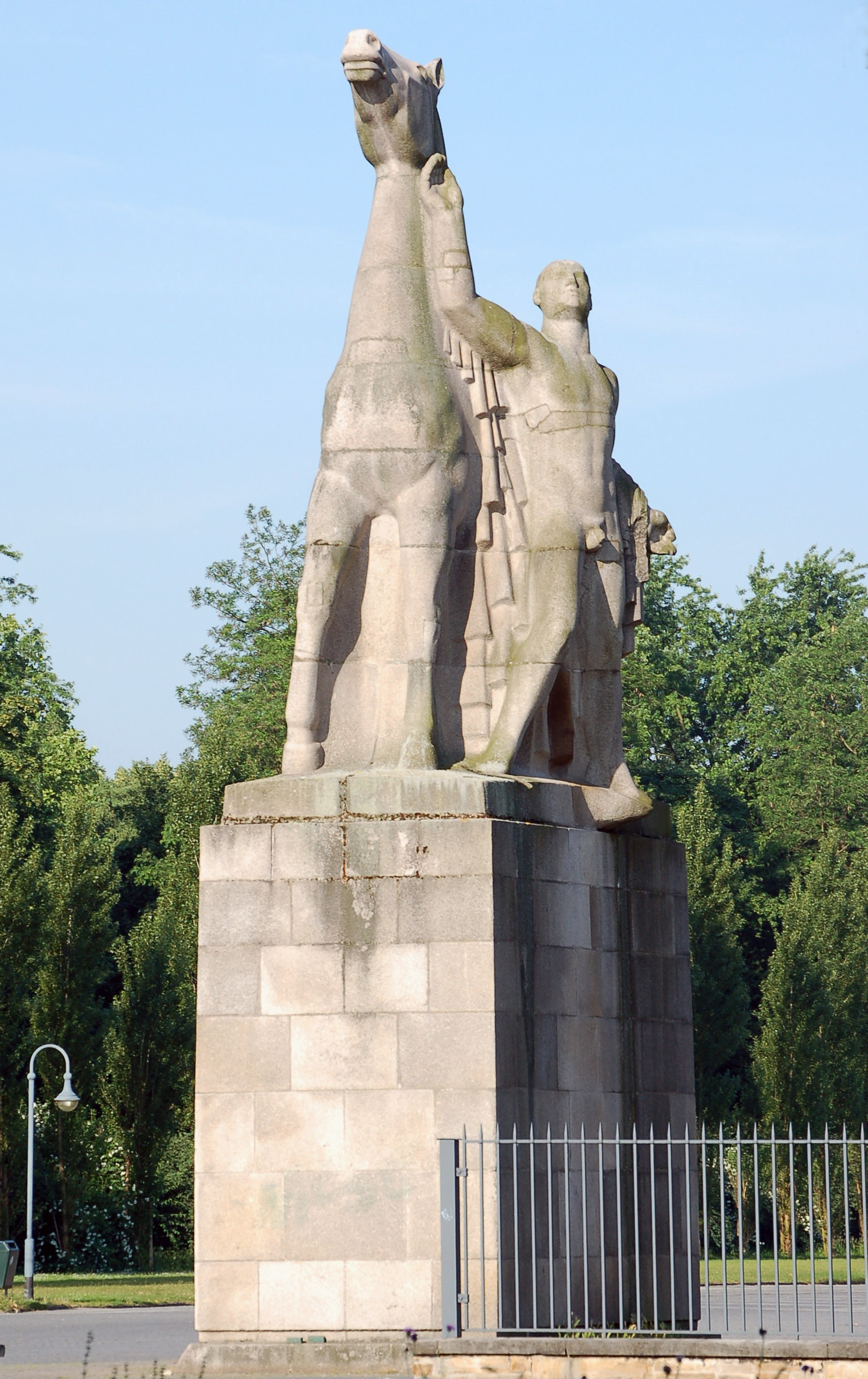
Rossebändiger von Edwin Scharff am Eingang zum Nordpark

Mit der GeSoLei 1926 knüpfte Düsseldorf erfolgreich an seine Tradition als Ausrichtungsort großer Publikumsausstellungen an. Die Nationalsozialisten wollten 1937 mit der Propagandaausstellung Schaffendes Volk die vergangenen Erfolge übertrumpfen. Das ehemalige GeSoLei-Gelände erschien dafür zu klein. Die Wahl fiel schließlich auf ein Gebiet an der Kaiserswerther Straße, das Gelände der seit 1932 leerstehenden Villa Leiffmann, und einen Teil der Golzheimer Heide. In anderthalbjähriger Bauzeit entstanden so entlang der hier umgelegten Kaiserswerther Straße der nachmalige Nordpark, (Eingang Hausnummer 380) sowie die nationalsozialistischen Mustersiedlungen Schlageterstadt (nach 1945 erst Braune, dann Weiße und heute Golzheimer Siedlung genannt) und Wilhelm-Gustloff-Siedlung (heute Nordparksiedlung in Stockum). 1934 wurde das Teilstück der Kaiserswerther Straße, zwischen dem heutigen Golzheimer Platz und dem Reeser Platz, in Richthofenstraße umbenannt.
Der Nordpark ist der einzige Ausstellungspark, der im Dritten Reich entstand und bis heute noch weitestgehend erhalten ist. Am Reeser Platz befindet sich mit dem 39er Denkmal ein weiteres Zeugnis aus der nationalsozialistischen Zeit, ein Denkmal für die im Ersten Weltkrieg Gefallenen des 39. Infanterieregiments. Nach dem Zweiten Weltkrieg kam es vereinzelt zu Protesten, zumal hier bis in die 1990er Jahre von Soldatenverbänden Feiern zu Ehren der Gefallenen abgehalten wurden.

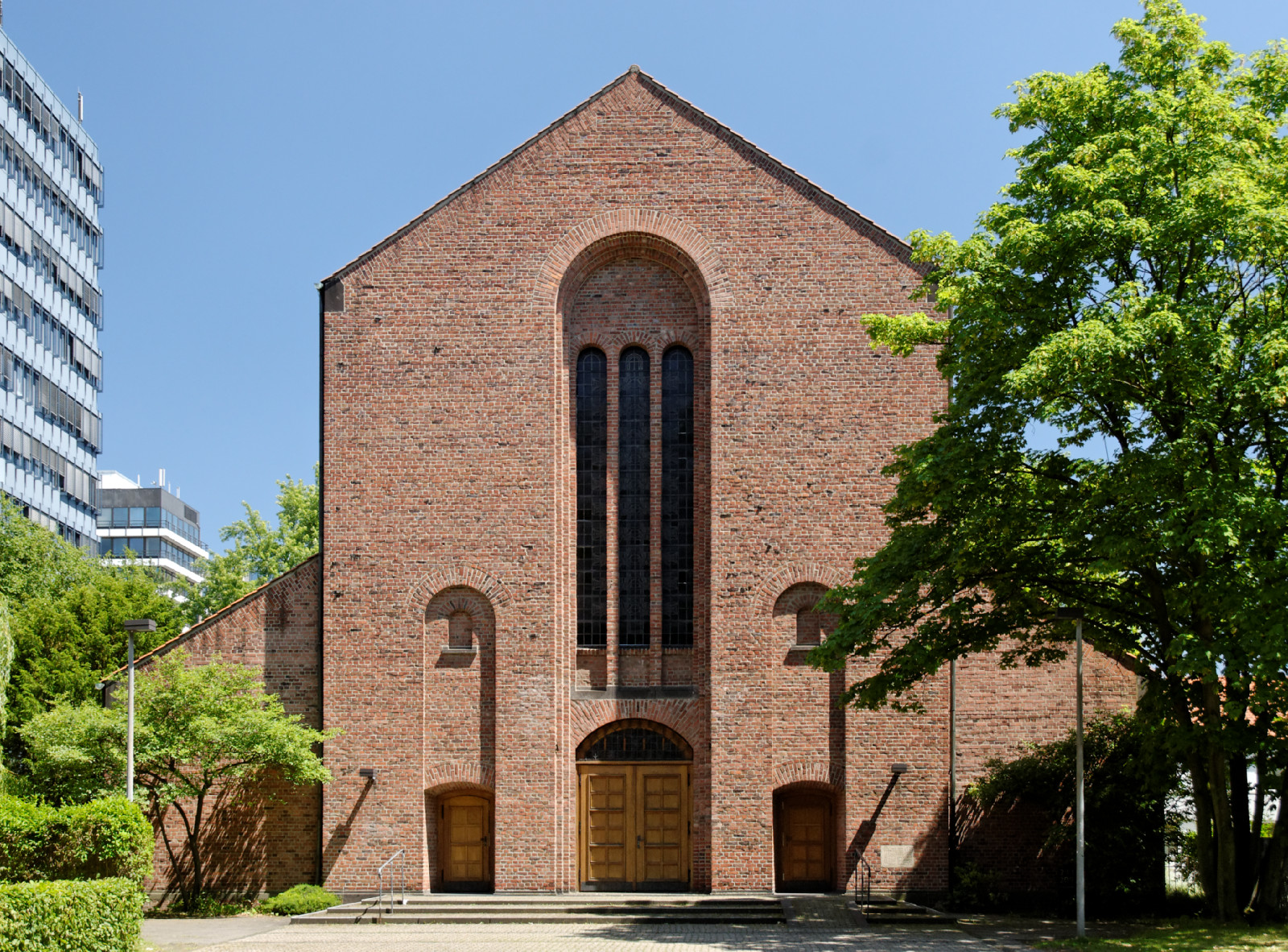
Albertus-Magnus-Kirche

Die Kaiserswerther Straße selbst wurde breit ausgebaut und die Straßenbahnschienen ab Reeser Platz auf vier Spuren verbreitert, um den erwarteten Ansturm der Besucher zu bewältigen. Dieser Verkehrsplanung fiel auch die Josephskapelle an der Kreuzung Uerdinger Straße 1937 zum Opfer. Die kleine Kapelle hatte den Golzheimern seit 1660 als Gotteshaus gedient. Als Ersatz wurde 1938/1939 die Albertus-Magnus-Kirche gebaut. In Anbetracht der Kriegsvorbereitungen konnte das ursprünglich geplante Gemeindezentrum zunächst nicht vollendet werden, da für den Bau lediglich 2.000 kg Eisen zugeteilt wurden. Auch die Kirche selbst war ein Provisorium, das noch 35 Jahre auf seine endgültige Fertigstellung warten musste.
Von Kriegsschäden war ausschließlich der südliche Teil der Straße zwischen Bank- und Nordstraße betroffen, darunter auch die neuromanische Basilika St. Adolfus, die schwer beschädigt wurde. Golzheim und Stockum mit dem Ausstellungsgelände und den nationalsozialistischen Mustersiedlungen überstanden den Bombenkrieg unversehrt.

### Die Nachkriegszeit und die 1950er Jahre
Der Nordpark und weite Teile der Golzheimer Heide wurden von der Britischen Besatzungsmacht beschlagnahmt, die hier ein Hauptquartier entlang der Kaiserswerther Straße einrichtete. Die Düsseldorfer Innenstadt war weitgehend zerstört. Intakte stadtnahe Straßen, die zudem freie Bauflächen aufwiesen, waren sowohl für Unternehmen und Verbände, als auch den Wohnungsbau interessant. So entstanden in den frühen 1950er Jahren mehrere Wohnblocks entlang der Straße, auch im nördlichen Bereich, sowie einige Büroneubauten, etwa das Drahthaus. Die Grundlage für den Bürostandort Kaiserswerther Straße war gelegt.

### Die Entwicklung zum Modestandort
Durch die Modemesse Igedo hatte sich Düsseldorf seit den 1950er Jahren zu einem Order- und Informationsplatz für die deutsche Modebranche entwickelt. Während die Einkäufer des Einzelhandels in anderen Ländern in Niederlassungen der Hersteller direkt bestellten, wurde das deutsche Ordergeschäft überwiegend auf dem Düsseldorfer Messegelände abgewickelt. 1983 entstanden auf der Kaiserswerther Straße 140–144 in einem Neubau die ersten 30 Orderräume für Modeagenturen und Hersteller (branchenintern Showrooms genannt). Die Nachfrage nach solchen Showrooms war so groß, dass zu Orderzeiten Hotelzimmer und Wohnungen in der näheren Umgebung angemietet wurden. Nach Meinung der Stadt Düsseldorf bestand – unter dem Eindruck der damaligen Wohnungsknappheit in Düsseldorf – die Gefahr einer unerwünschten Gebietsveränderung. In Folge wurde am 16. Dezember 1993 eine Veränderungssperre für den westlichen und überwiegend wohnwirtschaftlich genutzten Teil der Straße verhängt. Dennoch wurden 1994 auf der Kaiserswerther Straße bereits über 100 Showrooms gezählt, in denen rund 500 Kollektionen präsentiert wurden. Seitens der Igedo wurden die Showrooms als Konkurrenz wahrgenommen. Zudem wurden den Modeunternehmen Wohnraumzweckentfremdung sowie Verursachung von Verkehrsproblemen vorgeworfen. Trotz verschiedener Maßnahmen seitens der Stadt Düsseldorf, um die weitere Ansiedlung von Modeunternehmen auf der Kaiserswerther Straße zu verhindern, ließen sich in Folge weiterhin in großer Zahl Modeunternehmen aus dem In- und Ausland nieder. So wurde 1995 die ehemalige Düsseldorfer IBM-Niederlassung zur Showroomnutzung umgewandelt und in Fashion Plaza umbenannt. Es folgte der Abriss eines großen Wohnblocks (Häuser 117–119) mit preiswertem Wohnraum, der durch ein 8.500 m² großes Bürogebäude ersetzt wurde, in das schließlich ebenfalls Nutzer aus der Modebranche einzogen. Letztlich konnte der 1996 verabschiedete Bebauungsplan, der ein Verbot von Showrooms vorsah, die Entwicklung nicht mehr rückgängig machen. 2003 unternahm die Stadt Düsseldorf einen letzten Versuch, Showrooms in einem größeren Stil zu verbieten, scheiterte aber am massiven Widerstand der Modeunternehmen. Mittlerweile hatte sich die Wohnraumsituation auch auf der Kaiserswerther Straße entspannt und es hatten sich auch andere Standorte für Showrooms im Stadtgebiet etablieren können. Zur Wintersaison 2008 befanden sich von den etwa 800 Düsseldorfer Showrooms 123 auf der Kaiserswerther Straße sowie 98 weitere in der unmittelbaren Umgebung. Es überwog das gehobene Genre. Mehrfach im Jahr finden parallel zur Modemesse CPD bzw. Schuhmesse GDS Ordertermine auf der branchenintern nur KWS genannten Straße statt, zu denen zahlreiche Einkäufer aus dem In- und Ausland anreisen.

## Verlauf und Straßenbeschreibung

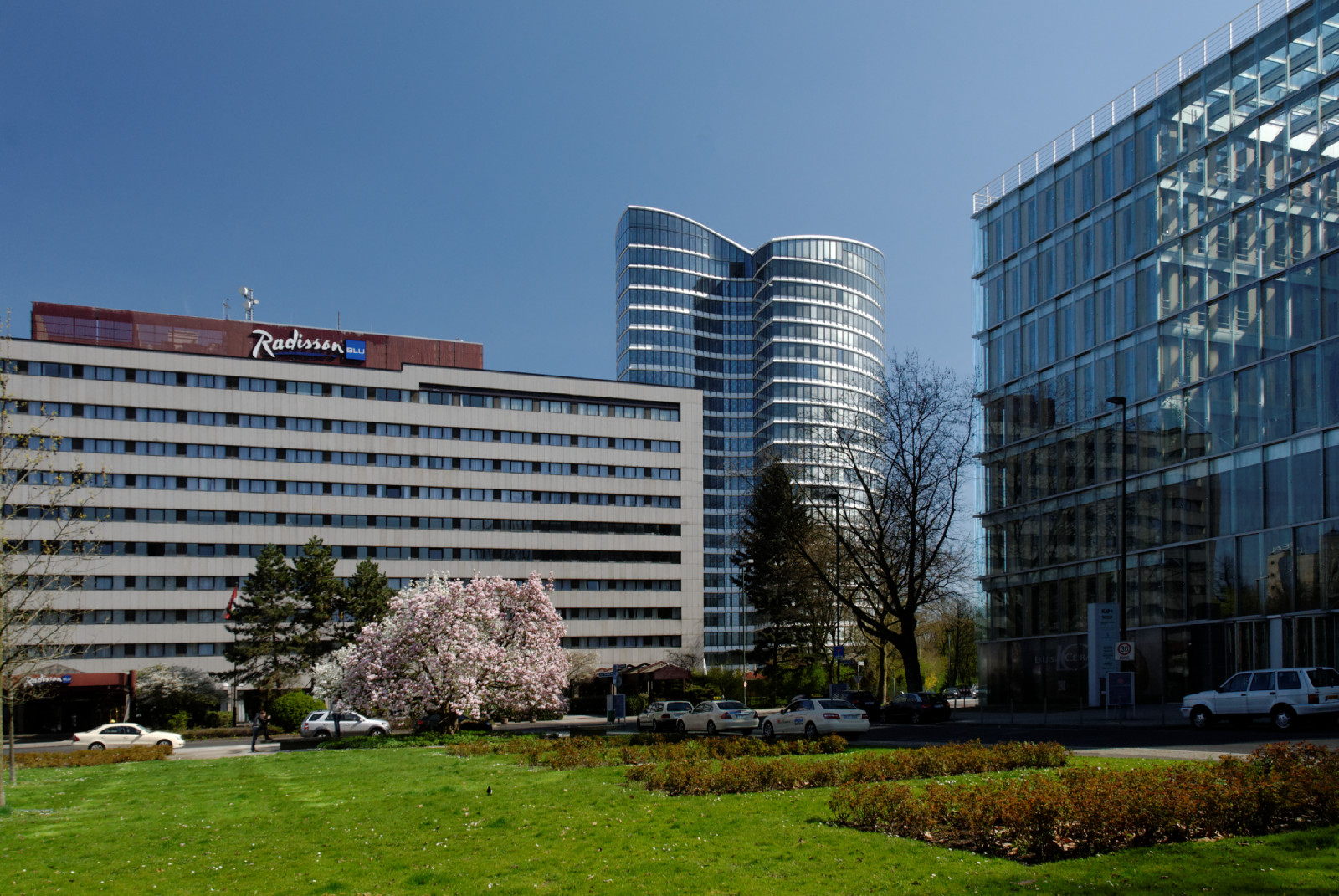
Karl-Arnold-Platz

Die Straße beginnt im Stadtteil Pempelfort an einer Kreuzung mit der Nordstraße, der Haupteinkaufsstraße für die drei Stadtteile Derendorf, Golzheim und Pempelfort. Von hier aus verläuft die Kaiserswerther Straße in Richtung Norden als zweispurige Nebenstraße bis zur Kreuzung Kennedydamm/Homberger Straße (B 1). Im Rahmen des U-Bahn-Baus wurde der Straßenbahnbetrieb eingestellt. Der Individualverkehr aus der Innenstadt wird parallel über die Fischerstraße geführt.
Ab der Klever Straße führt die Kaiserswerther Straße durch den Stadtteil Golzheim. Ab der Homberger Straße ist sie beidseitig mit hohen, alten Platanen bepflanzt. In der Straßenmitte verkehrt auch die Stadtbahn Düsseldorf. Die Straße verläuft unterhalb der Theodor-Heuss-Brücke mit Anschlüssen über die Uerdinger Straße. Ab dem Reeser Platz wird die Straße durch einen Grünstreifen geteilt, auf dem die Stadtbahn verkehrt. Zudem verbreitert sich die Straße auf je zwei Fahrbahnen je Fahrtrichtung. Die Straße wirkt nun sehr breit, da außerdem auch die Bebauung vom Bürgersteig zurücktritt und teilweise zusätzlich durch einen breiten Grünstreifen von ihr getrennt ist. An diesem Abschnitt endet auch die überwiegend geschlossene Blockrandbebauung, die die Straße bis hierhin prägt.
Der Straßenbelag wechselt nun zu Kopfsteinpflaster. Damit ist dieser Bereich der Kaiserswerther Straße der letzte Straßenabschnitt einer Hauptverkehrsstraße in Düsseldorf, der nicht asphaltiert ist. Im Zusammenspiel mit der Architektur des Nordparks sowie der angrenzenden Siedlungen, die im Rahmen der Reichsausstellung Schaffendes Volk errichtet wurden, ist die Straße hier ein Beispiel für die architektonischen Vorstellungen der späten 1930er Jahre. Trotz Bürgerprotesten gegen die Lärmbelästigung durch das Zusammenspiel von Kopfsteinpflaster und starkem Autoverkehr hält die Stadtverwaltung aus Gründen eines inoffiziellen Ensembleschutzes an der Pflasterung fest. Nach etwa einem Kilometer endet die Straße im Kreisverkehr am Freiligrathplatz.

## Bebauung

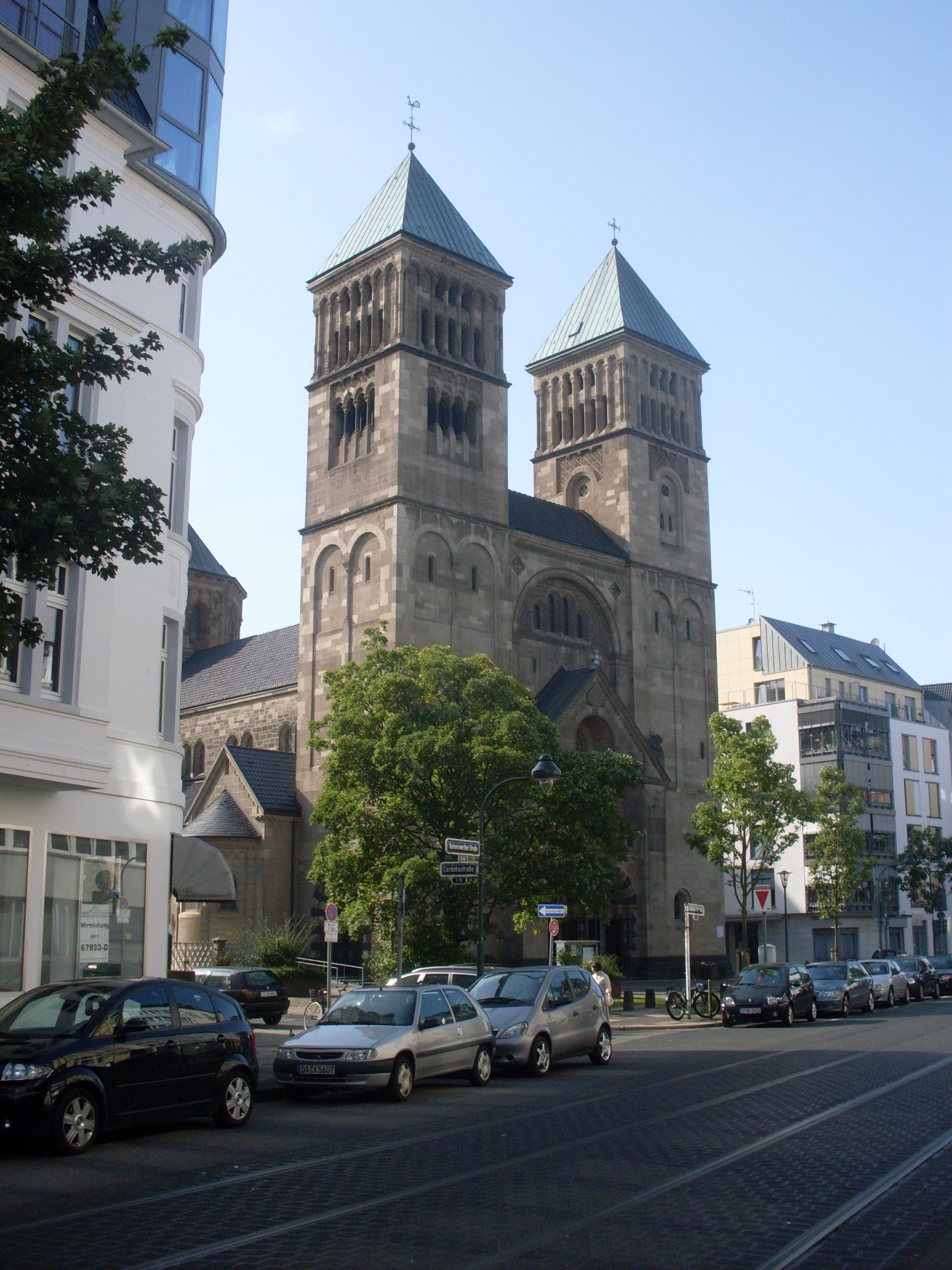
St. Adolfus

Im südlichen Bereich in Pempelfort herrscht eine geschlossene Blockrandbebauung überwiegend aus der Wende vom 19. zum 20. Jahrhundert vor. In Golzheim dominieren auf der westlichen Straßenseite die Backsteingebäude des Wohnhausensembles Haus Rheinpark aus den 1920er Jahren das Straßenbild. Als eines der ältesten Häuser und als Relikt vormals dörflich geprägter Strukturen Golzheims liegt dort auch das Haus Vionville, das bereits 1893/1894 errichtet wurde.

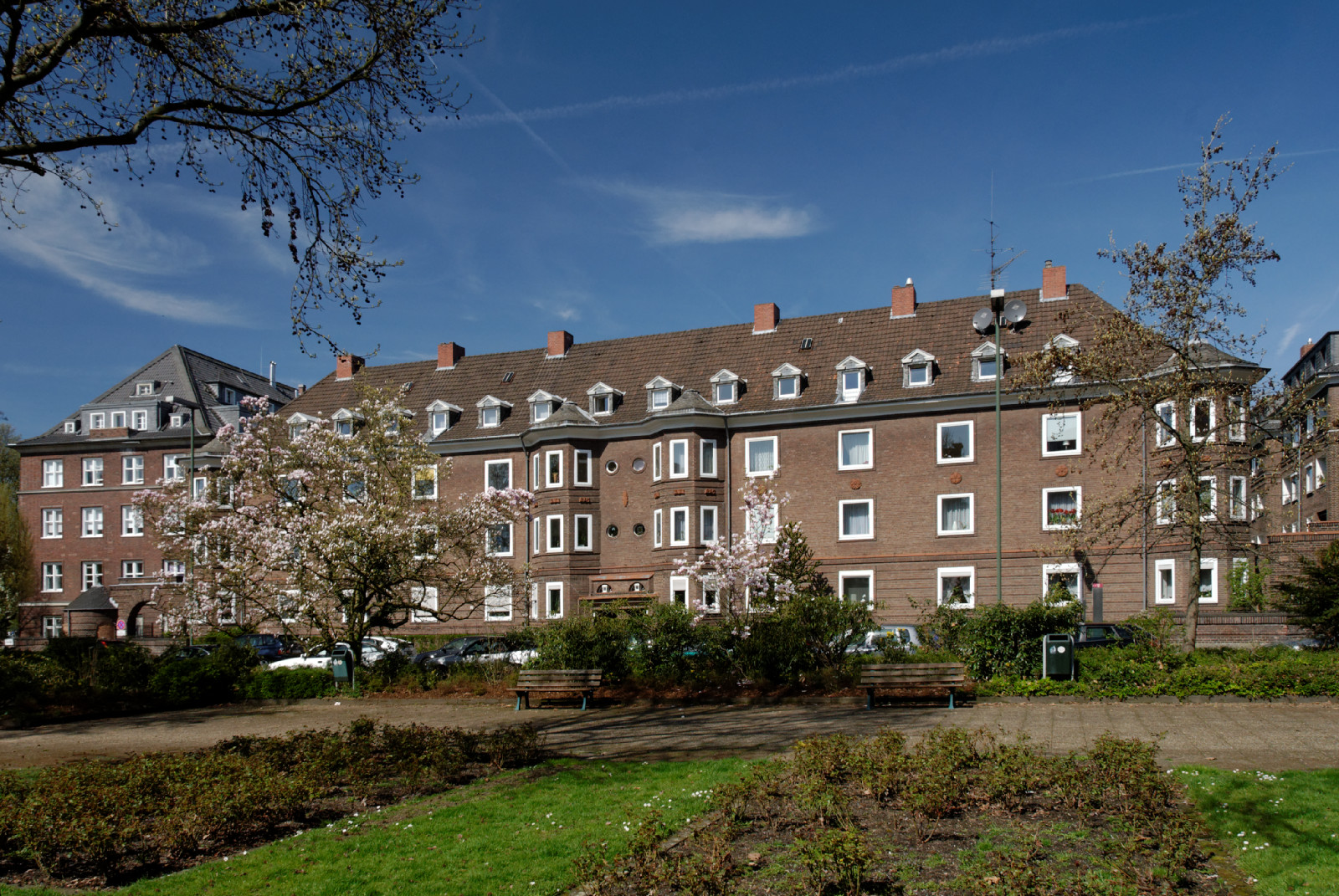
Golzheimer Platz

Auf der gegenüberliegenden Straßenseite befinden sich überwiegend Bürogebäude aus verschiedenen Epochen des 20. Jahrhunderts. Ein Höhepunkt im Straßenverlauf ist der Golzheimer Platz / Karl-Arnold-Platz. Er öffnet sich parkartig bis zum Rhein im Westen. Im Osten wird er vom heutigen Radisson SAS Hotel geschlossen, ein typischer langgestreckter starrer Baublock der 1960er Jahre mit Fensterbändern. Daran anschließend folgt im südlichen Straßenverlauf ein siebengeschossiger, verglaster, luftiger Kubus mit angedeutetem Innenhof, erbaut 2002–2003 als KAP 1 von den Architekten Petzinka, Pink und Partner. Es folgt ein bedeutendes Zeugnis für die Bürohaus-Nachkriegsarchitektur, seinerzeit vielbeachtet und Grundlage für den nachfolgenden weltweiten Erfolg seiner Architekten: das 1951–1952 von Helmut Hentrich und Hans Heuser errichtete Drahthaus (Haus Nr. 137), geplant und jahrzehntelang genutzt als Sitz eines Unternehmensverbandes der Drahtindustrie. Vor dem Gebäude die überlebensgroße Bronze Stehender Jüngling von Georg Kolbe, wohl das letzte Werk des Bildhauers und der einzige vorhandene Guss. Heute wird das Drahthaus wie viele der Bürogebäude der Straße als Schauraum für Unternehmen aus der Modebranche genutzt. Direkt daneben (Haus Nr. 135) befindet sich ein Bürogebäude, dessen ungewöhnliche Fassadengestaltung die Anmutung einer asiatischen Bambuskonstruktion vermittelt. Das Gebäude wurde 1998/1999 im Retro-Stil der Zeit vom Architekten Karl-Heinz Petzinka errichtet. Die nach Süden anschließenden Gebäude sind gute und noch unverfälschte Beispiele der Architektur der 1960er, 1970er und 1980er Jahre.
Die Düsseldorfer Denkmalliste weist für die Straße 16 unter Denkmalschutz stehende Gebäude aus. Für einige Gebäudegruppen besteht zusätzlich Ensembleschutz.

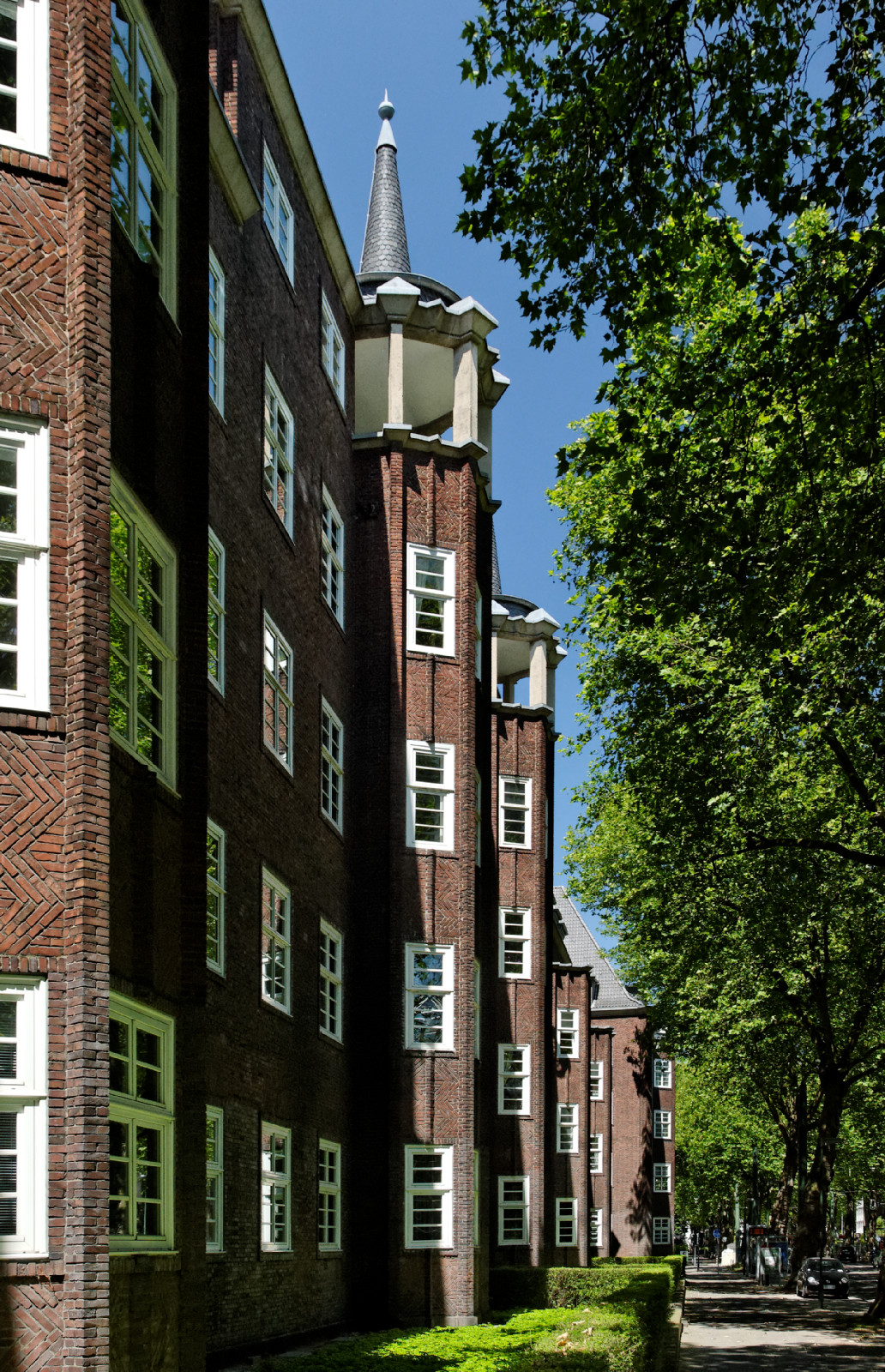
Kaiserswerther Straße 160 bis 166

Zwischen 1922 und 1924 errichtete der Architekt Heinrich Schell einen großen viergeschossigen Wohnblock im Stil des Backsteinexpressionismus. Im Auftrag der Düsseldorfer Bürohausgesellschaft folgten 1924/1925 ähnliche, viereinhalbgeschossige Gebäude durch die Architekten Fritz Becker und Erich Kutzner, schließlich 1927/1928 weiter nördlich das Ensemble Haus Rheinpark in ähnlichem Stil, nach Plänen des Architekten William Dunkel. Bemerkenswert sind die beiden elfgeschossigen Wohnhochhäuser an der Kreuzung Uerdinger Straße, die über die maximal fünfeinhalbgeschossige Gebäudegruppe herausragen. Es waren die ersten Wohngebäude in dieser Höhe in Düsseldorf, wenn auch nicht die ersten Wohnhochhäuser der Stadt. An dieser Stelle erweitert sich die Kreuzung zu einem Platz, an dem sich einige Geschäfte für den täglichen Bedarf und eine Gaststätte befinden. Zwischen den beiden Wohntürmen verläuft die vierspurige Rampe der Theodor-Heuss-Brücke mit der B7 etwa in Höhe des ersten Obergeschosses. Bereits zur Zeit ihrer Planung waren die beiden Wohntürme als moderne Stadttore für eine zukünftige Rheinbrücke geplant.
Die zwischen 1922 und 1928 errichteten Gebäude haben zum Teil auch den Baustil weiterer Häuser aus den 1950er Jahren beeinflusst. So dominieren zahlreiche Gebäude mit dunkelroten Klinkerfassaden den Straßenzug im gesamten südlichen Golzheimer Bereich auf einer Länge von rund einem Kilometer. Ihnen gegenüber entstand 2006 bis 2009 das sechsgeschossige Four Elements-Bürohaus mit etwa 15.000 Quadratmetern Bruttogrundfläche der Architekten Petzinka Pink Technologische Architektur. Die versetzten Fassadenvorsprünge, unterschiedlichen Geschosstiefen und Gebäudehöhen korrespondieren mit dem denkmalgeschützten Gebäudeturm von gegenüber. Das inzwischen unter Denkmalschutz stehende Ensemble Haus Rheinpark wurde ab Ende der 1980er Jahre durch den Architekten Heinz Schmitz umfassend saniert und als Teileigentum verkauft.

## Verkehr

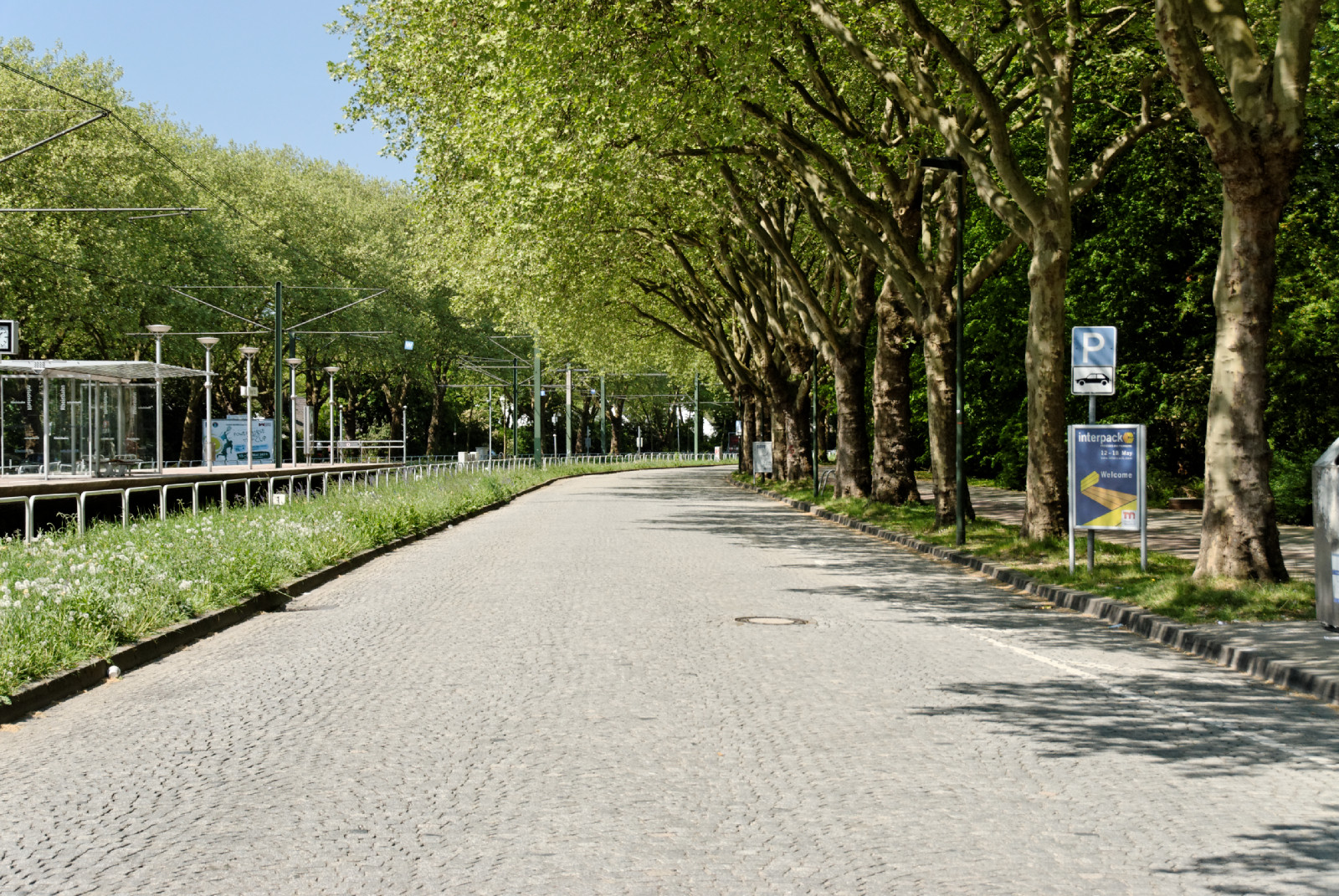
Straße mit denkmalgeschütztem Kopfsteinpflaster in Höhe Reeser Platz

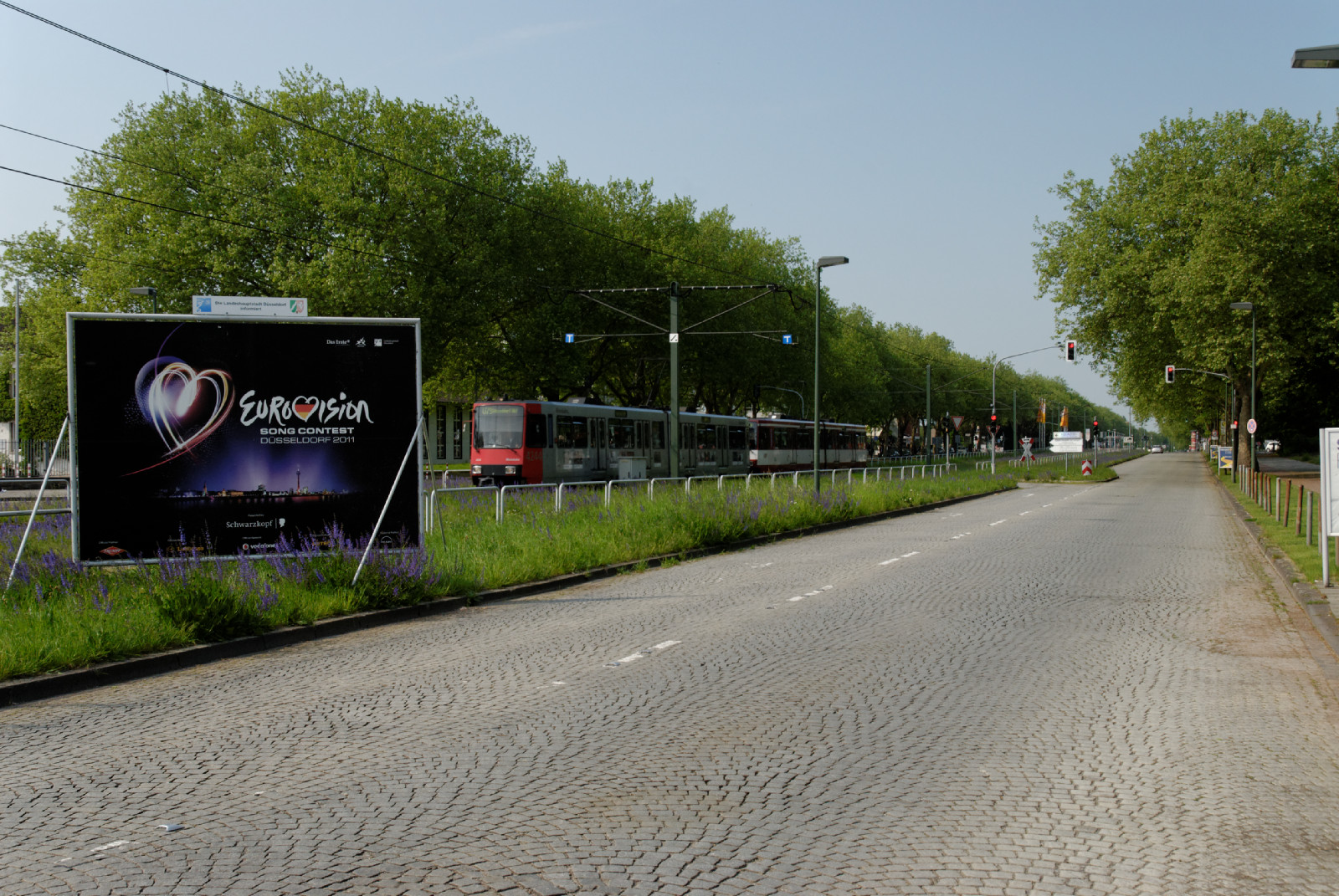
Stadtbahn mit eigenem Gleisbett in Höhe Aquazoo / Nordpark

Die Kaiserswerther Straße erfüllte in den 1930er Jahren eine wichtige Erschließungsfunktion für die Ausstellung Schaffendes Volk. Zu diesem Zweck wurden die bereits bestehenden Gleisanlagen ausgebaut und auf zwei Gleispaare erweitert. Dies ermöglichte einen parallel geführten Schnellverkehr zwischen Duisburg und Düsseldorf sowie gleichzeitig eine dichte Taktung zwischen der Innenstadt und dem Ausstellungsgelände bzw. dem weiter nördlich gelegenen Rheinstadion. Der Bau der Neuen Messe, die 1971 ihrer Bestimmung übergeben wurde, stellte diesen Bedarf aufs Neue her. Aus betriebstechnischen Gründen wurde dieser viergleisige Abschnitt jedoch Ende der 1990er Jahre wieder auf zwei Gleise zurückgebaut. An den Haltepunkten Reeser Platz, Nordpark / Aquazoo und Messe Ost / Stockumer Kirchstraße entstanden in der Gleismitte gelegene Hochbahnsteige.
Heute bedienen die Stadtbahnlinien U 78 und U 79 die Haltepunkte dieser Strecke.
Für den südlichen Abschnitt, der nicht über einen eigenen Gleiskörper verfügt, existieren langfristige Ausbauplanungen. Diese sehen vor, den an der Kreuzung Kaiserswerther Straße/Kennedydamm endenden Tunnel Richtung Norden um 1,5 km zu verlängern. Die Haltestelle Kennedydamm würde ebenso wie die Haltestelle Theodor-Heuss-Brücke durch einen U-Bahnhof ersetzt werden. Die dazwischen gelegene Haltestelle Golzheimer Platz würde ersatzlos entfallen. Die anschließende Tunnelrampe würde im Bereich vor dem stadtbahnmäßig ausgebauten Haltepunkt Reeser Platz errichtet werden.
Eine aktuellere Planung sieht den Bau einer Umfahrung der Düsseldorfer Messe vor. Zu diesem Zweck ist beabsichtigt, eine neue Linie U 80 einzurichten. Deren neue Trasse wird oberirdisch aus der Kaiserswerther Straße in Höhe des Aquazoos ausgefädelt werden.

### Stadtplanung allgemein
- Projektsteuerungsplan Golzheim Süd

### Einzelne Gebäude
- Kaiserswerther Straße 135. In: Structurae
- Kaiserswerther Straße 137, „Drahthaus“. In: Structurae
- Karl-Arnold-Platz 1/Kaiserswerther Straße, „KAP1“. In: Structurae
- Kaiserswerther Straße 160–166, „Haus Rheinpark“ in der Denkmalliste der Landeshauptstadt Düsseldorf beim Institut für Denkmalschutz und Denkmalpflege
- Kaiserswerther Straße 188–192, „Haus Rheinpark“ in der Denkmalliste der Landeshauptstadt Düsseldorf beim Institut für Denkmalschutz und Denkmalpflege
- Kaiserswerther Straße 216–228, „Haus Rheinpark, Salz & Pfeffer“ in der Denkmalliste der Landeshauptstadt Düsseldorf beim Institut für Denkmalschutz und Denkmalpflege
- Kaiserswerther Straße 200, „Villa Vionville“ in der Denkmalliste der Landeshauptstadt Düsseldorf beim Institut für Denkmalschutz und Denkmalpflege
- Kaiserswerther Straße 390, „Ausstellungshalle“ in der Denkmalliste der Landeshauptstadt Düsseldorf beim Institut für Denkmalschutz und Denkmalpflege